# Enrique Ladrón de Guevara

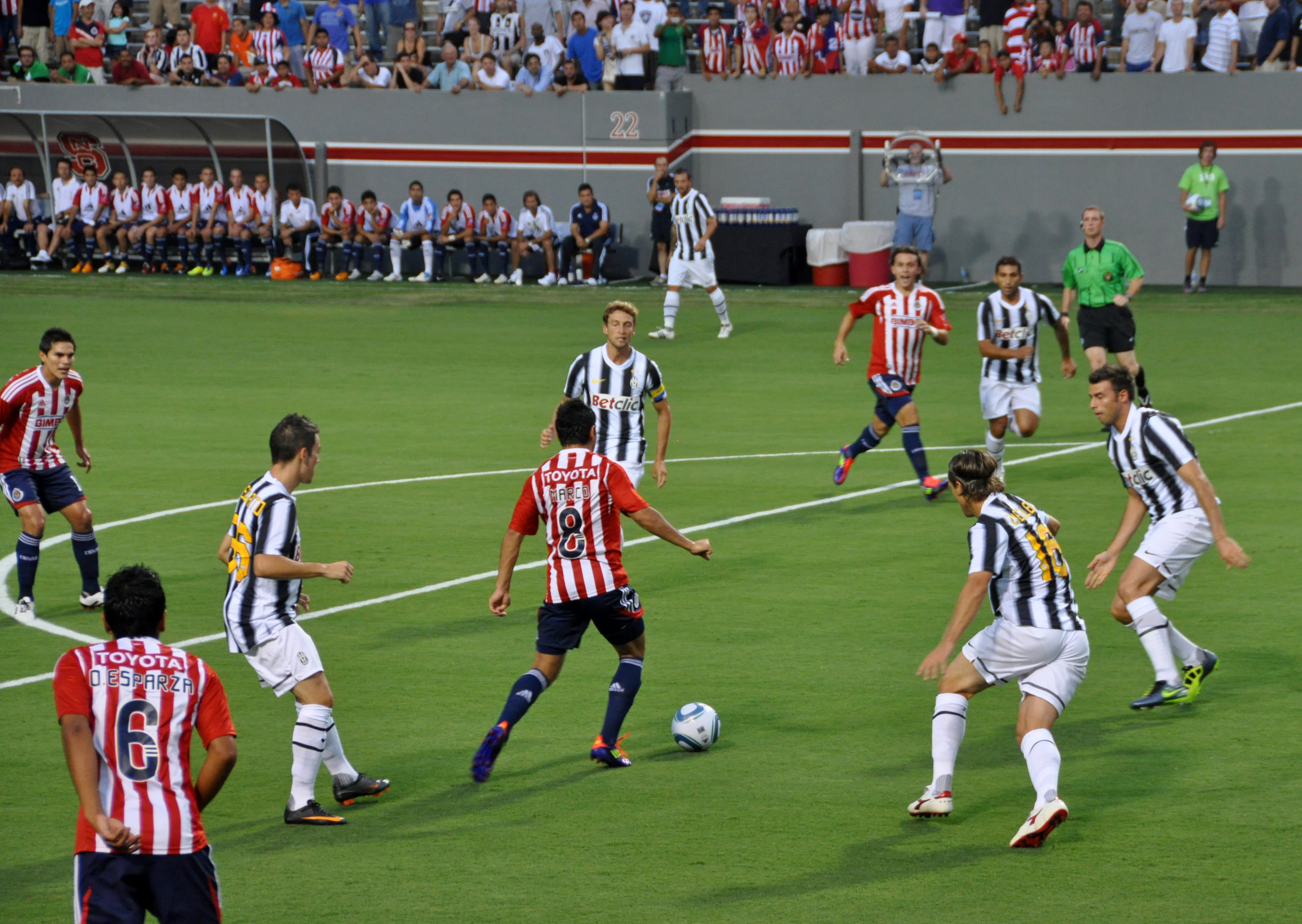
Club Deportivo Guadalajara (México)

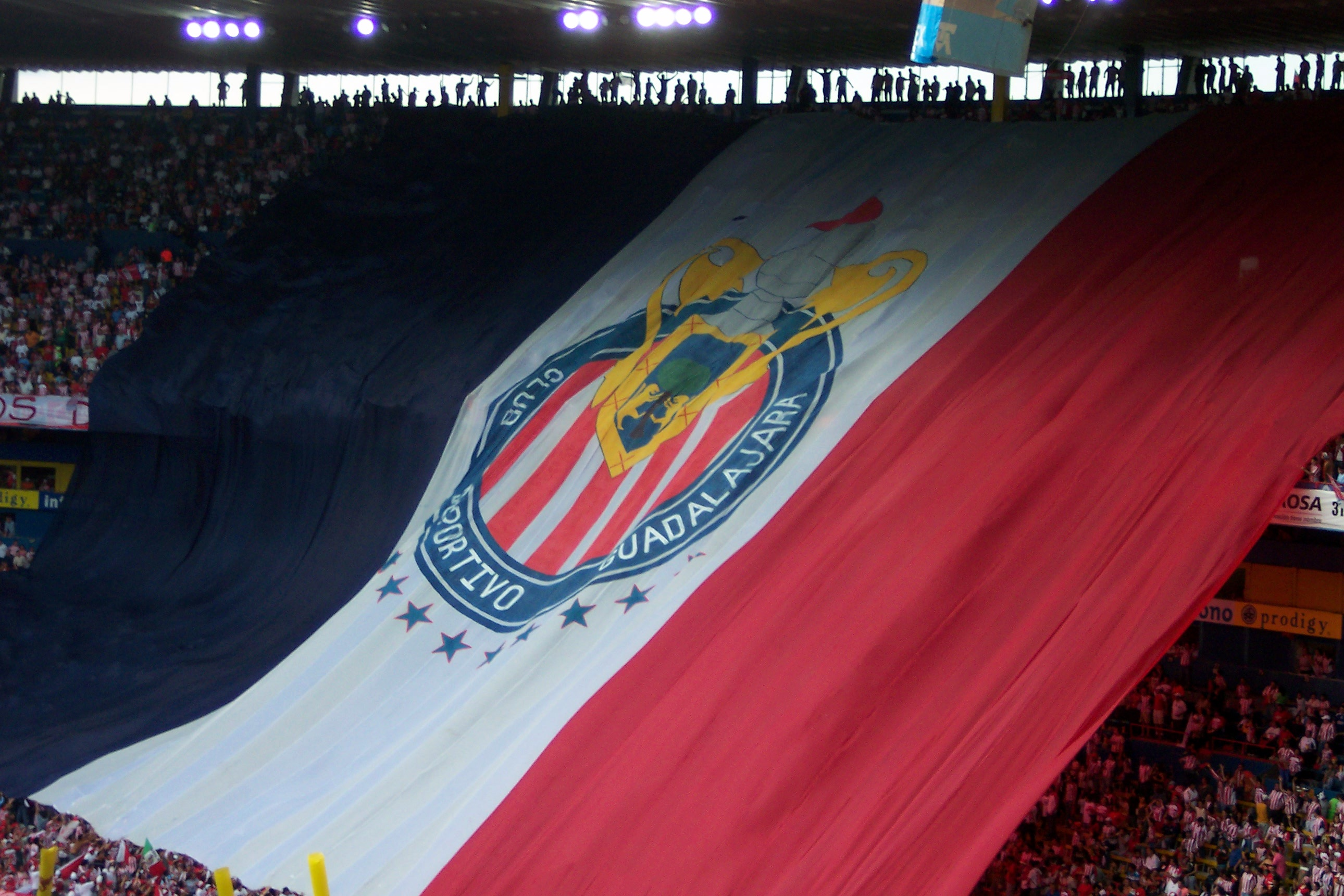
Club Deportivo Guadalajara (México)

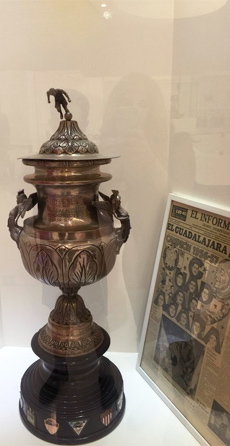
Campeonato 1956-57

Enrique Ladrón de Guevara Castañeda es un empresario y deportista mexicano que fungió como presidente del Club Deportivo Guadalajara de 1967 a 1973 y fue parte de la familia fundadora del Club Ecuestre de Jalisco.
Nace el 17 de enero de 1927, en la casa número 126 de la calle Hidalgo de Guadalajara, Jalisco hijo de Soledad Castañeda y Castaños, y de Enrique Ladrón de Guevara Peña. Desde muy temprana edad se inicia como jinete en la disciplina ecuestre de salto, siendo su padre el fundador del Club Ecuestre de Jalisco, y su único instructor.
En 1939 a la edad de 12 años empieza a participar en concursos infantiles y juveniles donde logra algunos campeonatos, tiempo después pasa a la "Primera Categoría". 
En 1942 por motivo del cuarto centenario de Guadalajara participó en una competencia de salto con el equipo ecuestre Internacional Mexicano, que estaría integrado por los capitanes Mariles, Palafox, Ponce y Chavoya. Ladrón de Guevara lograría el primer lugar montando la yegua "Nancy".
En 1948 implantó récord nacional de altura al superar un muro de 2.10 metros, de nuevo con "Nancy" su yegua, que nació en el Club Ecuestre de Jalisco. Durante esos años terminó sus estudios superiores de Ingeniero Civil.
En 1959 queda seleccionado para representar a México en una gira por Harrisburg, Nueva York, Washington y Toronto, participando también en el National Horse Show. En 1960 repite esta selección, esta vez participando en el Royal Winter Fair, siendo Enrique seleccionado como jinete y capitán del equipo mexicano.
Ese mismo año participa en la "Copa de las Naciones" llevada a cabo en el Madison Square Garden de Nueva York, donde el equipo Mexicano termina como campeón superando entre otros al equipo Olímpico Norteamericano que venía triunfador de Roma. En esa competencia el equipo Mexicano con Enrique implanta récord Guinness al obtener el mínimo de faltas en los obstáculos. Por su calidad como jinete a Enrique se le hace un ofrecimiento para que se integre al equipo ecuestre Norteamericano, el cual declina. Ha sido considerado como el mejor jinete de salto de México, independientemente de sus triunfos nacionales e internacionales, los obstáculos que el pasaba y la forma como lo hacía a la fecha no los ha pasado nadie. Saltaba su yegua Kedech obstáculos fuertes sin bocado (freno o filete), sin cabezadas y sin bridas.
En el año 2001 su nombre fue agregado al de otros destacados Jaliscienses en el salón de la fama por sus logros en la disciplina ecuestre de salto.
Para los años posteriores de la década de 1960s se vuelve parte fundamental de la administración del Club Deportivo Guadalajara. El 30 de noviembre de 1966 su padre muere y en ese entonces Enrique era miembro del comité de directivos del club, para 1967 es elegido presidente del Club, puesto que ocuparía hasta 1973, cuando Jaime Ruiz Llaguno le sustituyó, durante ese período también fue presidente de Clubes Unidos de Jalisco en dos ocasiones, en 1969 y en 1972.
Actualmente se encuentra retirado de toda actividad deportiva. 